# Nectopsyche exquisita
Nectopsyche exquisita är en nattsländeart som först beskrevs av Walker 1852.  Nectopsyche exquisita ingår i släktet Nectopsyche och familjen långhornssländor. Inga underarter finns listade i Catalogue of Life.

## Bildgalleri

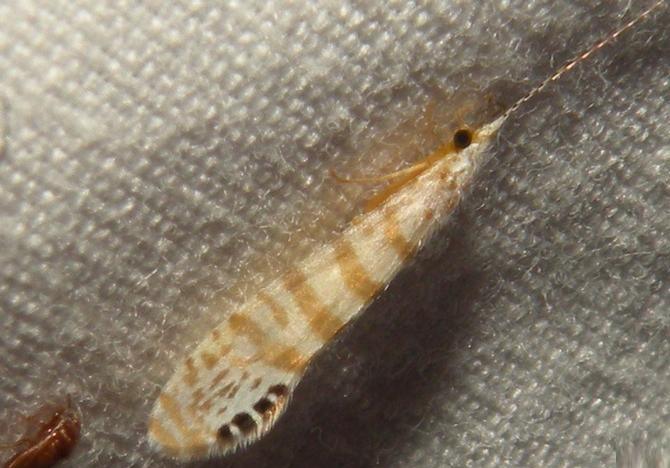